# Paul Mba Abessole
Pour les articles homonymes, voir Mba.
Paul Mba Abessole, né le 9 octobre 1939,, est un homme politique gabonais, dirigeant du Rassemblement national des bûcherons (RNB) puis du Rassemblement pour le Gabon (RPG), opposant de premier plan au président Omar Bongo durant les années 1990. Il se porta trois fois candidat à l’élection présidentielle (en 1993, 1998 et 2016) et fut maire de Libreville, la capitale, de 1996 à 2003,. De 2002 à 2009, il participa à plusieurs gouvernements, la plupart du temps en tant que vice-premier ministre.

## La formation et l'opposition en exil
Paul Mba Abessole est né en 1939 à Ngnung-Ako (Kango), dans le département du Komo, province de l'Estuaire, au Gabon.
Il fait ses études supérieures en France dans la congrégation du Saint-Esprit et est ordonné prêtre le 30 juin 1968 ; il obtiendra par la suite trois doctorats : en théologie, en sciences religieuses et en linguistique.
Prêtre au Gabon jusqu'en 1976, il s'exile en France après cette date. Critiquant le président Bongo et la politique du parti unique incarnée par le Parti Démocratique Gabonais (PDG), il tente de se présenter à l'élection présidentielle gabonaise en 1979, mais il n'en aura pas la possibilité.
En France, il se lie d'amitié avec le journaliste français Pierre Péan qui publiera en 1983 Affaires africaines. Il se lie aussi avec les opposants gabonais de Paris et fonde avec eux et quelques étudiants la division parisienne du MORENA (Mouvement pour le Redressement National (en)) de Simon Oyono Aba'a. Ce mouvement, fondé le 13 novembre 1981, fera renaître la contestation politique dans un Gabon sous régime du parti unique depuis 1967.
Durant les années 1980, il est le chef en exil du MORENA et milite pour un changement politique pacifique au Gabon.

## Le retour au Gabon
En mai 1989, le président Omar Bongo, souhaitant montrer l'ouverture du régime, autorise le retour de Mba Abessole au Gabon pour une semaine. Il est, à cette occasion, « traité plus comme un dignitaire en visite que comme le leader d'un parti politique dissous » ; Omar Bongo le rencontre et lui dit qu'il serait prêt à considérer les réformes qu'il propose. Cette attitude conciliante aurait dérangé certains tenants de la ligne dure du PDG.
À la suite de cette visite, Mba Abessole rentre définitivement d'exil en novembre 1989. À l'issue de la conférence nationale de mars-avril 1990, Omar Bongo lui propose le poste de ministre de la justice, mais Paul Mba Abessole refuse de participer au gouvernement.

## Les années d'opposition
En 1990, lors de la conférence nationale, Paul Mba Abessole crée le Morena-Bûcherons qui devient en 1991 le RNB (Rassemblement national des bûcherons). Aux élections parlementaires de 1990, il se présente comme candidat du MORENA à Libreville. Au premier tour, il recueille 49,44 % des voix, un peu moins que la majorité requise pour une victoire au premier tour ; suspectant une fraude, il refuse de participer au second tour et appelle à le boycotter.
Le 5 octobre 1993, il annonce sa candidature à l'élection présidentielle comme candidat du RNB. Il est le principal candidat de l’opposition et arrive second avec 26,5 % des voix, selon les résultats officiels, tandis qu'Omar Bongo est crédité d'une courte victoire dès le premier tour. Dénonçant les résultats officiels comme frauduleux, Paul Mba Abessole s'auto-proclame président et nomme Pierre-André Kombila, premier secrétaire du parti, comme Premier ministre. Sa maison de Libreville ainsi que la station radio d'opposition « Radio liberté » sont détruites par la garde présidentielle en février 1994, entraînant son départ pour Paris.
En mars 1994, le premier ministre Casimir Oye Mba offre au RNB d'entrer au gouvernement mais Paul Mba Abessole rejette cette offre. Il refuse aussi de participer au gouvernement du premier ministre Paulin Obame Nguema, formé après la signature des accords de Paris entre le gouvernement et l’opposition en octobre 1994.
Paul Mba Abessole est élu maire de Libreville le 19 janvier 1997, à l'issue des élections municipales de 1996. Il devient le premier maire élu par le conseil municipal depuis Léon Mba en 1956, ses prédécesseurs ayant été nommés par décret présidentiel. Il conserve son mandat jusqu'au 22 janvier 2003.

## La scission du parti et l'élection présidentielle de 1998
Avant l'élection présidentielle de décembre 1998, le premier secrétaire Pierre-André Kombila est exclu du parti en juillet et forme un parti dissident, le Rassemblement national des Bûcherons - Démocratique tandis que Paul Mba Abessole reste à la tête du Rassemblement national des Bûcherons - Rassemblement pour le Gabon, dominée par l'ethnie Fang.
Paul Mba Abessole est officiellement désigné comme candidat à l'élection présidentielle lors d'un congrès extraordinaire à Libreville en octobre 1998. À cette époque, il est considéré comme l'opposant le plus connu du Gabon ; pourtant, sa crédibilité en tant que chef de l’opposition a souffert de la scission du RNB. Il n'arrive qu'en troisième position avec 13,1 % des voix selon les résultats officiels. Pierre Mamboundou, perçu comme un opposant moins radical, arrive second. Omar Bongo gagne avec une écrasante majorité.
Paul Mba Abessole dénonce une « fraude d'État unique dans l'histoire électorale gabonaise ».
En octobre 2000, le « RNB - RPG » devient le « RPG » (Rassemblement pour le Gabon) toujours avec Paul Mba Abessole à sa tête. Il est élu député aux élections législatives de 2001 face à Jean Eyeghe Ndong.

## L'entrée au gouvernement et l'opposition «conviviale»
Le 27 janvier 2002, Paul Mba Abessole, avec trois autres opposants, rentre au gouvernement en tant que ministre d'État, officiellement sous l’étiquette « RNB/RPG, opposition »,,. Il devient en outre vice-Premier Ministre le 21 janvier 2003,. Plus tard, son portefeuille sera remanié et il sera nommé vice-Premier ministre, ministre des Transports,. En 2003, il renonce à briguer la mairie de Libreville.

### Participations aux gouvernements
- Gouvernement du 27 janvier 2002, remanié le 21 janvier 2003, puis le 2 avril 2003

Vice-Premier ministre, chargé de l'Agriculture, de l'Élevage et du Développement Rural, chargé des Droits de l'Homme
- Gouvernement du 5 septembre 2004 et du 3 juin 2005

Vice-Premier ministre, ministre des Transports et de l'Aviation civile, chargé des Missions et des Droits de l'Homme
- Gouvernement du 21 janvier 2006

Vice-Premier ministre, ministre des Transports et de l'Aviation civile
- Gouvernement du 25 janvier 2007

Vice-Premier Ministre à la Présidence de la République, ministre des droits humains, chargé de la Refondation, de la coordination des grands travaux et des fêtes tournantes
- Gouvernement du 29 décembre 2007, du 5 février 2008, 7 octobre 2008 et du 14 janvier 2009

Vice-Premier ministre, ministre de la Culture, des Arts, de l’Éducation populaire, de la Refondation et des Droits de l’Homme
En avril 2004, Paul Mba Abessole rejoint la Majorité Présidentielle, alliance des partis soutenant Omar Bongo,.
Un mouvement de jeunesse, le Mouvement des Enfants de Bongo Ondimba, demande que Mba Abessole devienne directeur de campagne d'Omar Bongo pour l'élection présidentielle de 2005 ; il demande aussi qu'il devienne Premier ministre si Omar Bongo gagne l'élection. Le président Bongo accepte cette éventualité et, le 26 juin 2004, Mba Abessole déclare y être disposé,.
Paul Mba Abessole et Jean Eyeghe Ndong s'affrontent aux élections législatives de 2006. Jean Eyeghe Ndong profite sans doute de sa position de Premier ministre et bat Paul Mba Abessole. Le président Bongo le maintient dans le gouvernement. Dans le nouveau gouvernement de 2007, Paul Mba Abessole conserve sa position de vice-Premier ministre. Il est chargé des grands travaux et des fêtes tournantes,,.
Aux élections sénatoriales du 1er juillet 2007, Paul Mba Abessole est élu au premier siège du second arrondissement de Libreville, laissé vacant par Jean Eyeghe Ndong, et pour lequel il était le seul candidat. Il reste Vice-Premier ministre dans le nouveau gouvernement du 28 décembre 2007.
Paul Mba Abessole est tête de liste du RPG pour le second arrondissement de Libreville, à l'occasion des élections municipales d'avril 2008. À la suite, il dépose un recours en révision de l'élection et est débouté par la Cour constitutionnelle.

## L'après-Omar Bongo
À la suite du décès du Président Omar Bongo en juin 2009, le RPG tient son 11e congrès extraordinaire le 11 juillet 2009 et désigne Paul Mba Abessole, son président, comme candidat à l'élection présidentielle de 2009. Il est immédiatement soutenu par deux partis importants, le MORENA et le RNB, membres de la Majorité Présidentielle, ainsi que par le Parti d'Égalité de Chance (PEC, opposition),. En conséquence, Paul Mba Abessole est exclu du gouvernement formé le 22 juillet 2009 par le Premier ministre Paul Biyoghé Mba,,.
En compagnie de plusieurs autres candidats, Paul Mba Abessole est présent le 7 août 2009 à une manifestation interdite réclamant la démission de son poste de ministre de l'intérieur du candidat PDG à la présidentielle, Ali Bongo, fils du président défunt. À la mi-août, Paul Mba Abessole dénonce dans la désignation du fils d'Omar Bongo comme candidat le projet d'« une monarchie qui veut s'imposer dans notre pays » et appelle à se « battre jusqu'à ce que les monarchistes soient rejetés ».
Fin août, juste avant l'élection, Paul Mba Abessole et quatre autres candidats annoncent qu'ils retirent leur candidature en faveur de André Mba Obame, qui fut Premier ministre PDG et qui se présentait comme candidat indépendant. André Mba Obame n'arrive toutefois que deuxième à l'élection, avec 26 % des voix, derrière Ali Bongo (42 %). Les élections sont suivies de manifestations violentes à Port-Gentil,,.
Quelques jours après la proclamation des résultats, Paul Mba Abessole tente de se rendre en Côte d'Ivoire mais en est empêché par la police. Le ministre de l'intérieur justifie cette interdiction, le 9 septembre 2009, par des investigations que mènerait le gouvernement au sujet des émeutes de Port-Gentil.
Après une éclipse politique en 2010, Paul Mba Abessole, avec 9 voix d'avance sur 1 163 suffrages exprimés, est élu député du Komo, devant le candidat du PDG, aux élections législatives du 17 décembre 2011. Il est cinquième vice-président de l'Assemblée nationale.
En 2016, il est candidat à l'élection présidentielle et recueille 0,21 % des voix.
En 2017, à 78 ans, il déclare abandonner la présidence du RPG, ce qui est interprété comme un retrait de la vie politique,.

## Orientation politique

### Marqueurs idéologiques
Paul Mba Abessole a développé deux slogans qui particularisent sa pensée politique.
- École cadeau, Hôpital cadeau, Travail pour tous : gratuité de l’enseignement et des soins, recherche du plein emploi[52],[53],[54],[55].
- L'Opposition conviviale  : une conception, développée à la fin des années 1990, qui justifiera plus tard son entrée au gouvernement alors qu'il était considéré comme un opposant historique et radical[56],[57],[58],[59].

### La fête des cultures
La Fête des cultures est un acte politique destiné à contribuer à l'unité du peuple gabonais. Elle est devenue, depuis sa création en 1996 à l’initiative de Paul Mba Abessole, un des grands rendez-vous culturels du pays,,,. Il explique ainsi la raison de la création de cette fête : 

« Connaître son histoire personnelle et celle de son peuple est de la plus haute importance. [...] C'est, eu égard à cette réalité, que mes amis du Rassemblement Pour le Gabon et moi avons lancé l'idée de la fête des cultures alors que nous étions à la tête de la Mairie de Libreville. [...] Nous étions partis du constat que les Gabonais vivaient les uns à côté des autres [...] Il fallait donc changer cet état de chose. Nous devions instaurer l’ère des échanges et de la construction de la nation gabonaise, l'ère de la convivialité. »

— Paul Mba Abessole, Aux sources de la culture Fang

### Interviews de Paul Mba Abessole à l'occasion de la campagne présidentielle de 2009
- juillet 2009
- août 2009

## Ouvrages de Paul Mba Abessole
- Paul Mba Abessole, Aux sources de la culture Fang, L'Harmattan, 27 janvier 2007, 103 p., broché (ISBN 978-2-296-02274-4 et 2-296-02274-X)
- Paul Mba Abessole, Comprendre le mvet : à partir du récit de Zong Midzi Mi'Obame, L'Harmattan, janvier 2011, 110 p., broché (ISBN 978-2-296-13880-3, lire en ligne).
- Paul Mba Abessole, La langue Fang aux éclats, Les Éditions Ntsame, janvier 2012, broché